# Klaus Amrath
Klaus Amrath (* 25. Januar 1954) ist ein ehemaliger deutscher Fußballspieler. Er bestritt acht Spiele in der Bundesliga und erzielte dabei zwei Tore.

## Karriere
Amrath kam 1977 mit 23 Jahren zu Borussia Mönchengladbach. Davor hatte er beim SC 08 Schiefbahn gespielt. In seiner ersten Saison bei der Borussia kam er nicht zum Einsatz und absolvierte erst am 12. August 1978 am ersten Spieltag der Saison 1978/79 sein Bundesligadebüt, als er im Spiel gegen den Hamburger SV für Ewald Lienen eingewechselt wurde. Er bestritt in dieser Saison noch sieben weitere Spiele für die Gladbacher; am 23. Spieltag erzielte er sein erstes Tor im Spiel gegen Arminia Bielefeld. Am darauffolgenden Spieltag erzielte er sein zweites und letztes Bundesligator bei der 1:7-Niederlage gegen Bayern München. In der Saison 1979/80 absolvierte er kein Spiel und wechselte im Sommer 1980 zum FC Beringen und 1982 zu B 1903 Kopenhagen.

## Sonstiges
Seit 2013 betreibt Amrath in Willich-Schiefbahn eine Imbissbude.